# توهم شنیداری

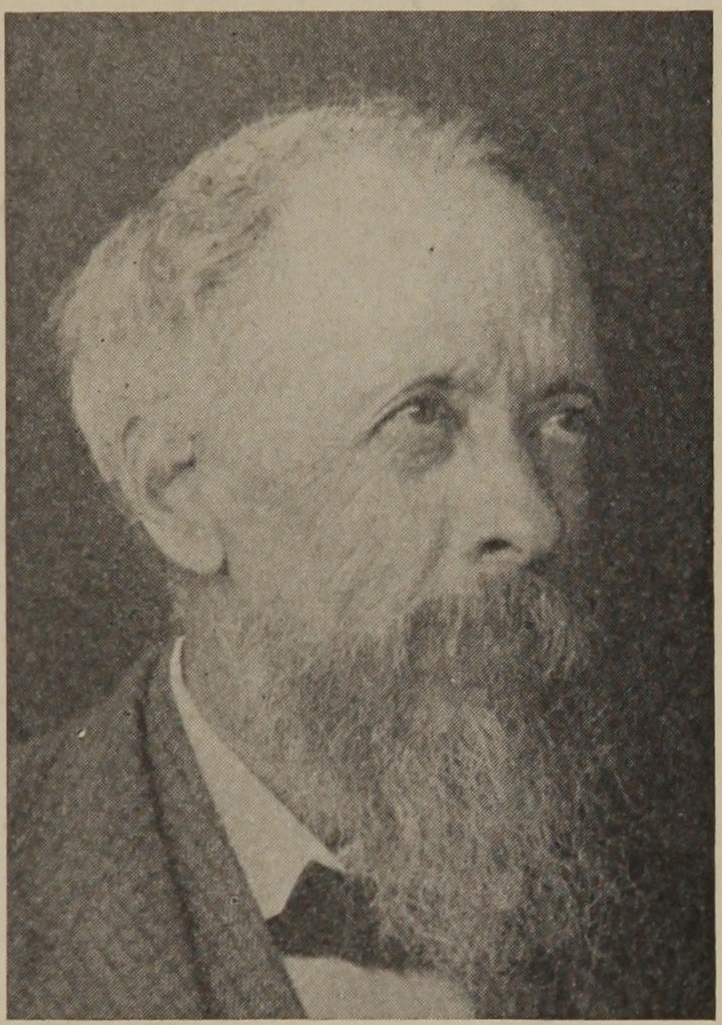
یکی از انواع توهم، توهم شنیداری است.

توهم شنیداری (به انگلیسی: Auditory hallucination) نوعی توهم است که در آن، فرد مبتلا صداهایی که وجود خارجی ندارند را می‌شنود.
یک شکل رایج به این صورت است که فرد مبتلا یک یا چند صدا را می‌شنود که انگار دارند با او صحبت می‌کنند. این حالت ممکن است در اختلال‌های مربوط به روان‌پریشی بیشتر دیده شود. افراد بدون هیچ گونه بیماری روانی نیز ممکن است دچار توهمات شنیداری شوند.

## علل
در سال ۲۰۱۵ یک تحقیق انجام شد و در آن بیماری‌های زیر عامل توهم شنیداری می‌توانند باشند:
- اختلال دو قطبی
- اختلال شخصیت مرزی
- افسردگی
- اختلال تجزیه هویت
- اختلال اضطراب فراگیر
- اختلال وسواسی-اجباری
- اختلال استرس پس از سانحه
- روان پریشی (NOS)
- اختلال اسکیزوافکتیو
- اسکیزوفرنی